# 1UP.com
1UP.com és un lloc web sobre videojocs, propietat de UGO Entertainment, una divisió de Hearst Corporation, després de l'adquisició de 1UP Network (a excepció d'Electronic Gaming Monthly) de Ziff Davis. La xarxa també inclou GameVideos, MyCheats i GameTab.
Llançat el 2003, 1UP.com ofereix les seves pròpies característiques originals, articles de notícies, revisions de jocs, i entrevistes de vídeo; també amplia articles en EGM i exhaustius articles de contingut centrats en la PC (una extensió de la ja publicada Games for Windows : The Official Magazine). A diferència dels llocs de jocs més vells com ara GameSpot, IGN i GameSpy, 1UP.com va ser construïda des del principi per ser una xarxa social per videojugadors. Per exemple, el seu braç centrat en trucs, MyCheats.com, s'estableix perquè els membres de la comunitat puguin contribuir a la construcció de guies de joc. Els videojugadors, editors i desenvolupadors de videojocs poden tenir perfils, blogs, i llistes d'amics en el lloc, els quals estan integrats en el contingut editorial (avenços / comentaris).
1UP.com organitza un especial "històries de portada en línia" d'una setmana de durada (exemples inclouen Soulcalibur III, The Legend of Zelda: Twilight Princess, i Virtua Fighter 5) que presenta cada dia un nou article de relat a fons, entrevista amb desenvolupadors, galeria d'imatges de jocs, seqüències de videojocs, i/o vídeo de l'estudi de jocs i creadors.